# Melancholie der Engel
Melancholie der Engel ist ein Exploitationfilm des  Regisseurs Marian Dora aus dem Jahr 2006. Der Film wurde nach einer dreijährigen Überarbeitungsphase am Weekend of Fear 2009 uraufgeführt.

## Handlung
Ein Mann, der auf den Namen „Katze“ hört, ist an einer schweren neurologischen Krankheit erkrankt. Nach vielen Jahren trifft er seinen Freund Brauth wieder. Die beiden Männer verbindet ein dunkles Geheimnis. Auf einem Rummel begegnen sie den beiden 16-jährigen Mädchen Melanie und Bianca. Gemeinsam kehren sie in eine Bar ein, in der sich eine weitere Frau namens Anja der Gruppe anschließt.
Nach dem Barbesuch finden sich die fünf in einem abgelegenen Gehöft ein. Dort trifft die Gruppe einen mysteriösen alten Mann namens Heinrich, der von einer jungen Frau namens Clarissa begleitet wird, die einen Rollstuhl benötigt. Clarissa fühlt sich in Anwesenheit der Männer sichtlich unwohl.
Am nächsten Abend beginnen die Protagonisten, Drogen zu konsumieren und über verschiedene philosophische Ansätze zu sinnieren.
Den Tag darauf gehen Brauth, Katze, Melanie und Anja in den Wald. Melanie entscheidet sich dazu, wieder umzukehren, während Katze ein Kloster aufsucht. Melanie kommt bei einem Dorf vorbei, in dem gerade die Schlachtung eines Schweines durchgeführt wird. 
Gleichzeitig wird Anja von Brauth vergewaltigt.
Am nächsten Tag bringt Heinrich Clarissa an eine Klippe. Sie hievt sich hoch und stürzt in die Tiefe. Am selben Tag stirbt auch Bianca. Brauth, Katze und Anja verprügeln sie und entfernen ihre Gebärmutter mit einem Messer. Sie verblutet an ihren Verletzungen.
Später findet eine Orgie statt, bei der die vier verbliebenen Mitglieder der Gruppe Heinrich auf einem Scheiterhaufen verbrennen.
Der Film endet damit, dass Katze stirbt. Sein Leichnam wird von Anja in der letzten Szene begraben.

## Stil
Im Mittelpunkt des Films steht die Figur Katze, über dessen Gedanken und Gefühle der Zuschauer teilweise durch einen Off-Kommentar geführt und aufgeklärt wird.
Es wird überwiegend in poetischen Versen gesprochen. Oft werden verschiedene Philosophen und Dichter zitiert, z. B. Rainer Maria Rilke, Johann Wolfgang von Goethe oder Rainer Werner Fassbinder.
Der Film enthält unter anderem explizite Darstellungen koprophiler, urophiler und emetophiler Handlungen.

## Veröffentlichung
Der Film hatte seine Kino-Premiere  am 1. März 2009 beim Weekend of Fear 2009. Der Film wird in Österreich seit 2010 von Shock DVD Entertainment auf DVD vertrieben. 2018 erfolgte eine Blu-ray-Veröffentlichung in Österreich durch XT Video.

## Sonstiges
Peter Martell ist in seiner letzten Rolle zu sehen. Er verstarb 2010.
Am Anfang des Films wird einleitend behauptet, dass der Film auf einer wahren Begebenheit beruhe. Trotz möglicher Überschneidungen mit real stattgefundenen Verbrechen vergleichbarer Art wird dies jedoch stark angezweifelt.
Im Jahr 2017 veröffentlichte der schwedische Filmemacher Magnus Blomdahl die Dokumentation Revisiting Melancholie der Engel. Dora selbst tritt in dem Film vor die Kamera und erläutert die chaotische Produktionsgeschichte des Films.
Herausragend kritisiert wurde mitunter die explizite Darstellung der Tierquälerei als Filmelement. Für die inszenierte Schächtung einer Hauskatze sei das Tier nach Angaben von Marian Dora und Zenza Raggi vorübergehend betäubt und mit künstlichem Blut präpariert worden. Für weitere Darstellungen habe man vorwiegend Kadaver verwendet, wohingegen die tatsächliche Schlachtung eines Schweins mitgefilmt wurde.
Der Film gewann den Preis „Best Arthouse Feature“ beim New York International Film and Video Festival im Jahre 2009.

## Kritiken
„Marian Dora ist wirklich ein interessantes Werk gelungen, welches es wert ist, sich etwas intensiver damit auseinanderzusetzen. […] Die Story lässt extrem viel Platz für Interpretationen. Man kann das hier nicht erklären und eigentlich auch nicht verstehen. […] ‚Melancholie der Engel‘ ist tatsächlich als kunstvoll zu beschreiben […] ein beeindruckender, faszinierender, seltsamer, merkwürdiger und ziemlich einzigartiger Film.“